# 기타신요코하마역
기타신요코하마역(일본어: 北新横浜駅)은 일본 가나가와현 요코하마시 고호쿠구에 있는 철도역이다.

## 타는 곳
섬식 승강장 1면 2선의 지하역 형태이다.
| 1 | ■ 블루 라인 | 신요코하마・요코하마・간나이・가미오오카・도쓰카・쇼난다이 방면 |
| 2 | ■ 블루 라인 | 센터 미나미・아자미노 방면                                      |

## 이용 현황
- 1일 평균 승차 인원
  - 2008년 5233명
  - 2007년 4350명
  - 2006년 3844명
  - 2005년 3503명

## 역세권 정보
- 요코하마 시영 지하철 블루 라인 닛파 차량기지
- 가나가와 현립 닛파 고등학교
- 요코하마 국제종합경기장

## 역사
- 1993년 3월 18일: 신요코하마키타역으로 영업 개시.
- 1999년 8월 29일: 기타신요코하마역으로 개명.
- 2007년 4월 21일: 스크린도어 사용 개시.

## 역명의 유래
개통시에 지역 공모에 의해 신요코하마키타역이라고 명명해지지만 , 신요코하마 역이라고 오인하는 이용자가 다발한 것과 신요코하마 역의 근처에 있는 오해를 받는 것으로 , 도쓰카 ~ 쇼난다이 구간 연장 개통에 맞추어 기타신요코하마역으로 개칭했다. 현재는 역 소재지의 지명도 주거 표시 실시에 수반해 기타신요코하마가 되고 있다. 그러나, 개통전의 계획 단계에서의 가칭은 미나미닛파(南新羽)였다.

## 인접역
| 요코하마 시 교통국 ■ 지하철 3호선(블루 라인) | 요코하마 시 교통국 ■ 지하철 3호선(블루 라인) | 요코하마 시 교통국 ■ 지하철 3호선(블루 라인) |
| -------------------------------------------- | -------------------------------------------- | -------------------------------------------- |
| B25 신요코하마 쇼난다이 방면                 |                                              | 닛파 B27 아자미노 방면                       |